# Henry Rawlinson (1er baron Rawlinson)
Pour les articles homonymes, voir Henry Rawlinson.
Henry Seymour Rawlinson, né à Londres le 20 février 1864 et mort à Delhi le 28 mars 1925), 1er baron Rawlinson, est un général britannique. Il a servi dans l'armée britannique lors de la Première Guerre mondiale. Il commande le 4e Corps et a un rôle significatif lors de la bataille de la Somme en 1916 et lors de la bataille d'Amiens en 1918.

## Carrière militaire

### premières expériences
Rawlinson étudie à Eton et Sandhurst, il s'engage en 1884 comme officier dans le King's Royal Rifle Corps en Inde. Il participe à sa première campagne lors d'un soulèvement en Birmanie en 1886.

À la suite du décès de sa mère en 1889, il rentre en Angleterre. il est muté aux Coldstream Guards et promu capitaine. En 1898, il fait partie de l'état major de Kitchener et participe à la bataille d'Omdurman lors de la campagne au Soudan.
Au cours de la seconde guerre des Boers, il quitte l'état major et commande des unités entre 1899 et 1902. Il est nommé lieutenant-général en 1903, il dirige le Staff College. En 1907, il est à la tête de la 2e brigade d'infanterie à Aldershot, puis de la 3e division d'infanterie en 1910.

### Première Guerre mondiale
Au début de la première guerre mondiale, Rawlinson est nommé à la tête de la 4e division d'infanterie, il prend ensuite la direction du 4e corps. En 1915, il commande la 1re Armée britannique.
Il est envoyé à Gallipoli pour diriger la retraite des troupes alliées. À la suite de la réussite de cette opération, il est rappelé sur le front ouest et prend le commandement de la 4e Armée britannique le 24 janvier 1916. Avec cette armée, il participe à la bataille de la Somme. En 1917, il est nommé Général, il commande ensuite entre 1917 et 1918 la 2e Armée.
Il dirige la préparation d'une opération amphibie en Belgique nommée « Opération Hush » qui ne sera finalement pas déclenchée.
En novembre 1917, les gouvernements alliés mettent en place un Conseil suprême de Guerre à Versailles et envisagent de créer une réserve alliée. En février 1918, lors de la crise à la tête de l'armée britannique, Robertson est démis de ses fonctions de chef d'état major de l'Empire britannique. Rawlinson devient représentant militaire permanent à Versailles. Il soutient la position de Haig qui refuse de libérer des divisions britanniques pour la réserve générale. Dans le même temps Pétain ne met à disposition de la réserve générale que 8 divisions d'infanterie. Pétain met en place avec Haig un accord bilatéral de soutien mutuel. Rawlinson devient chef de la 4e Armée britannique, lors de la contre offensive alliée.

#### Une action contrastée
Au cours de la guerre, Rawlinson utilise des techniques de combats novatrices, en mettant en place la première attaque de nuit lors de la bataille de la Somme. Il utilise également des moyens combinés lors de la bataille d'Amiens en 1918.
Cependant, lors de la bataille de Neuve-Chapelle de mars 1915, il lui est reproché en tant que commandant du 4e corps d'armée d'avoir trop tardé à déclencher de nouvelles attaques. Il se défausse de ses responsabilités en accablant un de ses subordonnés. De même lors de la bataille de la Somme, il lui est reproché lors de la première journée de la bataille d'avoir mis en place un cadre de bataille trop rigide qui occasionne de nombreuses pertes parmi l'infanterie anglaise.

### Après guerre
Après l'armistice le parlement anglais vote une motion de remerciement pour le général Rawlinson. En 1919, il est anobli comme « baron Rawlinson » dans le comté du Dorset et est élevé Chevalier Grand Croix de l'Ordre du Bain. Il est à nouveau employé pour organiser la retraite des troupes alliées envoyées en Russie pendant la guerre civile.
En 1920, il devient commandant en Chef de l'armée de l'Inde jusqu'à sa mort, il est nommé chevalier grand commandeur de l'Ordre de l'Étoile de l'Inde. Le général Rawlinson meurt peu de temps après son 61e anniversaire.

## La famille
Le père de Henry Rawlinson, est un officier de l'armée, connu pour sa connaissance du Moyen-Orient, il est considéré comme l'un des pères de l'Assyriologie.
Alfred Rawlinson, le frère de Henry Rawlinson, a participé également à la première guerre au Moyen-Orient. Il est assez rapidement devenu prisonnier des troupes turques.

## Décoration
- Chevalier Grand Croix de l'Ordre du Bain.
- Chevalier Grand Commandeur de l'Ordre de l'Étoile d'Inde.
- Chevalier Grand Croix de l'Ordre royal de Victoria en 1917.
- Chevalier Commandeur de l'Ordre de Saint-Michel et Saint-Georges en 1918.
- Ordre impérial et militaire de Saint-Georges, Russie.